# Daniyar Üsönov
Daniyar Törökuloviç Üsönov (in kirghiso Данияр Төрөкулович Үсөнов?; Biškek, 1960) è un politico kirghiso.
Dall'ottobre 2009 all'aprile 2010 è stato il Primo ministro del Kirghizistan.